# Hungarosaurus
Hungarosaurus ist eine Gattung der Vogelbeckensaurier aus der Gruppe der Ankylosauria. Überreste dieses Dinosauriers wurden Anfang des 21. Jahrhunderts in Ungarn entdeckt und sind im Ungarischen Naturwissenschaftlichen Museum Budapest ausgestellt.

## Merkmale
Hungarosaurus erreichte eine geschätzte Länge von rund 4 Metern. Wie bei allen Ankylosauria waren Nacken und Rücken mit einer Panzerung aus Knochenplatten (Osteodermen) geschützt. Entlang des Nackens verliefen zwei Reihen von Platten, der Rücken war mit ovalen oder rautenförmigen Strukturen bedeckt. Im Bereich des Beckens waren zusätzlich Stacheln vorhanden. Die Gliedmaßen waren wie bei allen Ankylosauria kurz, der Rumpf stämmig. Hungarosaurus hat sich wie alle Vertreter dieser Gruppe quadruped fortbewegt.
Der Schädel ist bislang nur von Bruchstücken bekannt, seine Länge wird auf 26 bis 32 Zentimeter geschätzt. Er war vergleichsweise langgestreckt und relativ groß. Die Zähne waren klein und blattförmig und an eine pflanzliche Ernährung angepasst.

## Entdeckung und Benennung
Von Hungarosaurus wurden die fossilen Überreste von vier Individuen entdeckt. Die Funde stammen aus einer Bauxitmine im ungarischen Bakonywald und wurden 2005 von Attila Ősi erstbeschrieben. Typusart und einzige bislang bekannte Art ist Hungarosaurus tormai. Es ist der am besten erhaltene Ankylosaurier aus der Oberkreide Europas. Die Funde werden in die Oberkreide (Santonium) auf ein Alter von rund 86 bis 84 Millionen Jahre datiert.

## Systematik
Hungarosaurus wird innerhalb der Ankylosauria als basaler Vertreter der Nodosauridae eingeordnet. Mit Struthiosaurus existiert ein weiterer Ankylosaurier aus der Oberkreide Europas, dessen Überreste in Österreich und Rumänien gefunden wurden. Nach Meinung des Erstbeschreibers dürfte Hungarosaurus etwas höher entwickelt als Struthiosaurus, aber urtümlicher als die nordamerikanischen Nodosauriden Silvisaurus, Sauropelta und Pawpawsaurus gewesen sein.